# ريي كوغيميا
ريي كوغيميا (釘宮理恵 كوغيميا ريي) هي مؤدية أصوات يابانية ولدت في 30 مايو 1979 في كوماموتو.

## أدوارها في الأنمي

### مسلسلات أنمي تلفزيونية
- غينتاما - كاغورا
- غينتاما’ - كاغورا
- غينتاما゜ - كاغورا
- غينتاما. - كاغورا
- شاكوغان نو شانا - شانا
- شاكوغان نو شانا II - شانا
- شاكوغان نو شانا III(فاينل) - شانا
- خادم الصفر - لويز
- خادم الصفر: فارس القمرين - لويز
- خادم الصفر: رقصة الأميرات - لويز
- خادم الصفر F - لويز
- هاياتي نو غوتوكو! - ناغي سانزينين
- هاياتي نو غوتوكو!! - ناغي سانزينين
- هاياتي نو غوتوكو! CAN'T TAKE MY EYES OFF YOU - ناغي سانزينين
- هاياتي نو غوتوكو! Cuties - ناغي سانزينين
- تورادورا! - تايغا آيساكا
- خيميائي الفولاذ - ألفونس إلريك، كاثرين إيل آرمسترونغ
- خيميائي الفولاذ: فل ميتال ألكيميست - ألفونس إلريك، شاو ميه، كاثرين إيل آرمسترونغ
- أويدو روكيت - شونبي
- البدلة المتنقلة جاندام 00 - نينا ترينيتي
- ناباري نو أو - ميهارو روكوجو
- لاينباريل الحديدي - إيزونا إندو
- بوسو رينكين - فيكتوريا
- روزاريو + فامباير - ميزوري شيرايوكي
- روزاريو + فامباير CAPU2 - ميزوري شيرايوكي
- بليتش - كارين كوروساكي، نيمو كوروتسوتشي، ليلي
- هيرويك إيج - ميل
- تلة زهرية الفوة - يوهي كاتاغيري
- لافليس - كويا ساكاغامي
- غوست هنت - ماساكو هارا
- كوينز بليد: المحاربة المتجولة - ميلونا، رانا
- كوينز بليد: وريثة العرش - ميلونا، رانا
- كوينز بليد: ريبيليون - ميلونا
- أسطول الزجاج - رالف
- فايري تايل - هابي
- إيدينز زيرو - هابي
- ساكي - يوكي كاتاوكا
- ساكي: أتشيغا - يوكي كاتاوكا
- ساكي: البطولة الوطنية - يوكي كاتاوكا
- شوغو كارا!! دوكي - يوا ساكوراي
- عندما تبكي النوارس - شانون
- باسكواش! - فلورا سكايبلوم
- كيشين تايسن جيجانتيك فورميولا - إيلينور كلاين
- دانس إن ذا فامباير باند - هيستيريكا
- غاش بيل الذهبي - تيو
- أوكامي-سان و رفاقها السبعة - ميمي أوسامي
- إندكس معينة خاصة بالسحر II - آنيزي سانكتيس
- إندكس معينة خاصة بالسحر III - آنيزي سانكتيس
- دراغون كرايسس! - روز
- فريزينغ - كاثي لوكهارت
- فريزينغ فايبريشن - كاثي لوكهارت
- أريا الرصاصة القرمزية - أريا هولمز كانزاكي
- أريا الرصاصة القرمزية AA - أريا هولمز كانزاكي
- الأرجوحة الطائرة - رينا
- بيرسونا 4 ذي أنيميشن - ريسي كوجيكاوا
- بيرسونا 4 ذا غولدن أنيميشن - ريسي كوجيكاوا
- أختي لا يمكن لها أن تكون بهذه الظرافة. - كاناتا كوروسو
- مهما فكرت في الموضوع, إنعدام شهرتي هو خطأكم أنتم! - كي-تشان
- هياكّا ريوران SAMURAI GIRLS - سانادا يوكيمورا
- هياكّا ريوران SAMURAI BRIDE - سانادا يوكيمورا
- نوراغامي - نورا
- نوراغامي ARAGOTO - نورا
- كيوسوغيغا - كوتو
- مغامرة جوجو الغريبة: ستارداست كروسيدرز - آن
- طوكيو غول - جوزو سوزويا
- طوكيو غول √A - جوزو سوزويا
- طوكيو غول:re - جوزو سوزويا
- سأتحول إلى فتاة تسريحة الذيلين! - ستروبيري توين
- وورلد تريغر - كيريي كونامي
- خليلة (مؤقتة) - ماتسوري كاغامي
- آيدولماستر - إيوري ميناسي
- سيليكتور إنفكتد ويكروس - أوليث
- سيليكتور سبريد ويكروس - أوليث
- ترينيتي سفن - سورا
- يوريكوما أراشي - ميرون
- وورلد بريك السيف المقدس - آرلين هايبري
- بانتشلاين - ميكا دايهاتسو
- جبهة حاجز الدم - وايت، بلاك/ملك اليأس
- بوكيمون - بيغي
- بوكيمون إكس/واي - هايدي
- دانغانرونبا 3: نهاية أكاديمية قمة الأمل - دايساكو بانداي
- إلدلايف - دولو
- ون بيس - شوغر
- شينوبي نوبوناغا - نيني
- شينوبي نوبوناغا: إيسي وكانيغاساكي - نيني
- شينوبي نوبوناغا: أنيغاوا وإيشياما - نيني
- زيتاي كارين تشيلدرين - موموتارو، ميو تسوكوشي
- ذي أنليميتد: كيوسكي هيوبو - موموتارو
- لاف لايف! سنشاين!! - والدة تشيكا تاكامي
- تيلز أوف زيستيريا ذا كروس - شقيق فيلفيت
- أسوماتسو-سان - شاولين
- فيت/كاليد لاينر بريزما إليا دراي!! - بياتريس فلاورتشايلد
- كادو و الجواب الصحيح - كاناتا شيناوا
- نو غيم نو لايف - تيت
- غارو: فانيشينغ لاين - صوفي
- بلاد الأحجار الكريمة - أليكساندرايت
- هاندا-كن - كاسومي هيراياما
- دارلينغ إن ذا فرانكس - 001
- بنانا فيش - جينيفر
- سمر تايم ريندا - شيوري كوباواكاوا.

### أنمي الإنترنت
- هيتاليا Axis Powers - ليختنشتاين

### أوفا أنمي
- المعلم الساحر نيغيما!: عالم آخر - تسوكويومي
- شاكوغان نو شانا S - شانا
- نيموزين - ميمي
- كوينز بليد: المحاربات الجميلات - ميلونا
- سينت سيا: ذا لوست كانفاس - فانتاسوس
- مونتو - سوزومي إينامورا

### أفلام أنمي
- شاكوغان نو شانا - شانا
- فيلم خيميائي الفولاذ: محتل شامبالا - ألفونس إلريك
- فيلم خيميائي الفولاذ: نجم ميلوس المقدس - ألفونس إلريك
- فيلم بليتش: ميموريز أوف نوبودي - كارين كوروساكي
- فيلم بليتش: ذا داياموند داست ريبيليون هيورينمارو آخر - كارين كوروساكي
- فيلم بليتش: فيد تو بلاك, أنادي اسمك - نيمو كوروتسوتشي
- فيلم بليتش: فصل الجحيم - كارين كوروساكي
- إينازوما إليفن: هجوم الجيش الأقوى أوغر - تورامارو أوتسونوميا
- فيلم البدلة المتنقلة جاندام 00: آ ويكينينغ أوف ذا تريلبليزر - مينا كارماين
- هيتاليا: الشاشة الفضية Paint it, White - ليختنشتاين
- فايري تايل: حارسة العنقاء - هابي
- آيدولماستر موفي: إلى الجانب البرّاق - إيوري ميناسي
- النفي من الفردوس - أنجيلا بالزاك
- عالم العجائب الرائع - أليس
- سلسلة أفلام بوكيمون
  - فيلم بوكيمون: زوروارك سيد الأوهام - سيليبي
  - فيلم بوكيمون: هوبا و صراع الأزمنة - هوبا المقيد
- أميرة القيلولة - جوي
- سيليكتور دستراكتد ويكروس - أوليث
- أربيجيو الفولاذ الأزرق: آرس نوفا Cadenza - موساشي
- هاياتي نو غوتوكو! HEAVEN IS A PLACE ON EARTH - ناغي سانزينين
- فيلم غينتاما: الترجمة الجديدة, فصل بينيزاكورا - كاغورا
- فيلم غينتاما: الخاتمة, يوروزويا للأبد - كاغورا
- فيلم ترينيتي سفن: «إترنيتي لايبراري» و «ألكيميك غيرل» - سورا
- فيلم ترينيتي سفن: «هيفنز لايبراري» و «كريمزون لورد» - سورا
- نو غيم نو لايف: زيرو - تيت
- باتمان النينجا - هارلي كوين
- بينغوين هايوي - أوتشيدا

## أدوارها في ألعاب الفيديو
- بيرسونا 4 - ريسي كوجيكاوا
- بيرسونا 4 غولدن - ريسي كوجيكاوا
- بيرسونا 4 أرينا - ريسي كوجيكاوا
- بيرسونا 4 أرينا ألتيماكس - ريسي كوجيكاوا
- بيرسونا Q شادو أوف ذا لابيرينث - ريسي كوجيكاوا
- بيرسونا 4 دانسينغ أول نايت - ريسي كوجيكاوا
- فاينل فانتسي IV DS - بالوم، بوروم
- تيلز أوف سيمفونيا: دون أوف ذا نيو وورلد - مارتا لوالدي
- تيلز أوف ذا وورلد: ريف يونايتيا - مارتا لوالدي
- تيلز أوف بيرسيريا - لافيسيت كرو
- آيدولماستر - إيوري ميناسي
- آيدولماستر لايف فور يو! - إيوري ميناسي
- آيدولماستر SP - إيوري ميناسي
- آيدولماستر ديرلي ستارز - إيوري ميناسي
- آيدولماستر 2 - إيوري ميناسي
- آيدولماستر شايني فيستا - إيوري ميناسي
- آيدولماستر ون فور أول - إيوري ميناسي
- آيدولماستر سندريلا جيرلز - إيوري ميناسي
- آيدولماستر ميليون لايف! - إيوري ميناسي
- دينغيكي غاكوين آر بي جي: كروس أوف فينوس - شانا
- خليلة (مؤقتة) - ماتسوري كاغامي
- أسوراز راث - ميثرا
- جاي-ستارز فيكتوري فيرسيس - كاغورا
- زيرو إسكيب: فيرتشوز لاست ريوارد - كوارك
- دراغون كويست هيروز: ذا وورلد تريز وو آند ذا بلايت بيلو - هيليكس
- ياكوزا كيوامي - هاروكا ساوامورا
- بليد آركوس فروم شاينينغ - ميلتي
- نيتروبلس بلاسترز: هيروينز إنفينيت ديول - أنجيلا بالزاك

## أدوارها في الدبلجة اليابانية
- أسعد فتاة في العالم - روبي
- الطريق الثوري - جينيفر ويلر
- تيد - تيد (أيام الطفولة)
- رجال ذو بزات سوداء 3 - جيمس داريل إدواردز الثالث
- مباريات الجوع - بريمروز إيفردين

## وصلات خارجية
- ريي كوغيميا على موقع IMDb (الإنجليزية)
- ريي كوغيميا على موقع ميوزك برينز (الإنجليزية)
- ريي كوغيميا على موقع أول ميوزيك (الإنجليزية)
- ريي كوغيميا على موقع ديسكوغز (الإنجليزية)
- ريي كوغيميا على موقع قاعدة بيانات الفيلم (الإنجليزية)
- ريي كوغيميا على موقع ANN person (الإنجليزية)